# Championnat du monde masculin de handball à onze 1948
Navigation
Allemagne 1938 Suisse 1952
La 2e édition du Championnat du monde masculin de handball à onze (en plein air) a eu lieu du 3 au 6 juin 1948 en France, y compris le protectorat français de Sarre où la France dispute sa demi-finale.
En raison de la Seconde Guerre mondiale et de ces conséquences, cette deuxième édition s'est déroulée dix ans après la première. La compétition se déroule pour la première fois sous la direction de la Fédération internationale de handball (IHF), fondée en 1946. L'Allemagne, tenante du titre, n'a pas participé, puisque le pays était gouverné par les puissances victorieuses de la Seconde Guerre mondiale et n'avait pas sa propre fédération nationale - en outre, plusieurs organisations internationales ne voulaient pas que la nation qui a causé la guerre participe aux événements sportifs. 
La Suède a clairement remporté la finale contre le Danemark 11 à 4 et a remporté son premier (et unique) titre de champion du monde à onze en plein air.

## Modalités
La compétition est divisée en deux phases :
- une phase éliminatoire avec un tour préliminaire et un tour intermédiaire, en matchs simples joués dans l'un des deux pays
- la phase finale (demi-finales, match pour la 3e place et finale) jouée en France.

Douze équipes ont participé à la compétition : huit d'entre eux ont joué le tour préliminaire dont les vainqueurs ont rejoint en quarts de finale les quatre autres équipes. Les équipes victorieuses lors du tour préliminaire ont l'avantage d'accueillir leur match à domicile. Les poules constituées par la Fédération internationale de handball sont les suivantes : 
- Poule A : Finlande-Suède, le vainqueur étant ensuite opposé à la Pologne,
- Poule B : Belgique-Hollande, le vainqueur étant ensuite opposé au Danemark,
- Poule C : France-Luxembourg, le vainqueur étant ensuite opposé au Portugal,
- Poule D : Autriche-Hongrie, le vainqueur étant ensuite opposé à la Suisse.

Le tirage au sort des demi-finales a également été effectué au préalable, le vainqueur A étant opposé au vainqueur D et vainqueur B au vainqueur C.

## Phase éliminatoire

### Tour préliminaire
| Date        | Lieu      | Équipe 1 | Score   | Équipe 2   |
| ----------- | --------- | -------- | ------- | ---------- |
| 17 mai 1948 | Lidingö,  | Suède    | 26 – 0, | Finlande   |
| ? 1948      | Eupen,    | Belgique | 4 – 12  | Pays-Bas   |
| 9 mai 1948  | Fougères, | France   | 16 – 5  | Luxembourg |
| ? 1948      | Graz,     | Autriche | 4 – 2   | Hongrie    |

Le 9 mai 1948, sur le Stade municipal de Fougères, la France a battu le Luxembourg 16 à 5 dans le premier match éliminatoire de la Coupe du Monde. La composition des équipes était la suivante : 
| Luxembourg - Goal : Braquet. - Arrières : Claude, Klemann. - Demis : Benick, Carlut , Wies. - Avants : Molenda, Schrôder, Weffring, Reckinger, Cerbata. | France - Goal : Rochepierre (Villemomble Sport). - Arrières : Salomon (Dijon), Etienne (ASP Police). - Demis : Fleury (Club français), Imberty (Poitiers), Benoît, (Club français). - Avants : Faucher (Poitiers), Merand (Club français), Wurtz (Strasbourg), Cornelis (Fougères), Coillot (Villemomble). |

Après un échange de fanion entre les deux capitaines, l'arbitre hollandais Van Den Geet, siffle coup d'envoi. La partie débute en trombe et sur une passe de Mérand, Coillot ouvre la marque pour la France, les luxembourgeois ne veulent 
pas se laisser faire et Weffring égalise à la cinquième minute de jeu. La ligne d'avants française cherche sa cohésion et successivement Faucher et Coillot marquent pour la France. Weffring récidive pour le Luxembourg et la marque devient 3 à 2 en faveur de la France. Les Luxembourgeois font jeu égal avec la France et les lignes arrière françaises sont obligées de s'employer à fond, Wurtz et Mérand augmentent la marque de la France et Reckinger porte la marque à 3 buts pour le Luxembourg. La mi-temps est sifflée peu après et la France mène par 7 buts à 3. Au cours de cette première mi-temps, Rochepierre fit des arrêts splendides qui soulevèrent d'enthousiasme les spectateurs. 
À la reprise, la ligne d'avants française est mieux soudée et les Luxembourgeois commencent à se ressentir des fatigues de la première mi-temps. Successivement Wurtz, à deux reprises, et Faucher portent la marque à 10 points en faveur de la France, les Luxembourgeois dans un sursaut d'énergie marquent deux nouveaux buts par l'intermédiaire de Molenda et de Reckinger (10-5). Dès ce moment, le match est joué et très sportivement les Luxembourgeois ne ferment pas le jeu. Successivement, Wurtz, Coillot à deux reprises, augmentent la marque et Etienne se permet le luxe d'aller marquer son but, à la 27e minute, Cornelis se réveille et marque son but. La marque se termine par un dernier but de Faucher sur le score de 16 à 5 en faveur de la France.

### Tour intermédiaire
| Date        | Lieu          | Équipe 1 | Score   | Équipe 2 |
| ----------- | ------------- | -------- | ------- | -------- |
| 23 mai 1948 | Kristianstad, | Suède    | 19 – 4, | Pologne  |
| 23 mai 1948 | Amsterdam,    | Pays-Bas | 5 – 15, | Danemark |
| 30 mai 1948 | Niort,        | France   | 6 – 3   | Portugal |
| 0? mai 1948 | Linz,         | Autriche | 10 – 12 | Suisse   |

Remarque : les scores donnés par la Fédération française de handball pour les matchs entre la Suède et la Pologne et entre les Pays-Bas et le Danemark sont donc erronés.

## Tour final

### Demi-finales
| Date               | Lieu                     | Équipe 1 | Score        | Équipe 2 |
| ------------------ | ------------------------ | -------- | ------------ | -------- |
| 3 juin 1948, 18h00 | Stade Jean-Bouin, Paris, | Suède    | 8 – 4 (4-3), | Suisse   |
| 3 juin 1948, 18h00 | Sarrebruck,              | France   | 4 – 17 (0-8) | Danemark |

La première demi-finale a eu lieu le 3 juin au Stade Jean-Bouin à Paris. Pour amener un plus grand nombre de spectateurs à la réunion, la Fédération française de handball, d'accord avec la Ligue parisienne d'athlétisme et le Club athlétique français, avait prévu pour encadrer le match de handball un programme d'athlétisme avec la participation des Champions français Marcel Hansenne, Robert Chef d’Hôtel, André-Jacques Marie, Hugues Frayer et des Suédois Jacobsson et Håkan Lidman. Malheureusement une demi-heure avant le début de la réunion une tornade s'abattit sur Paris, réduisant presque à néant les efforts fédéraux : l'état de la piste était tel que les épreuves d'athlétisme durent être renvoyées. 
Une heure après l'orage, l'arbitre hollandais de la rencontre, M. Van Der Geest, déclarait le terrain jouable et la partie commençait à 18h30. Les équipes se présentaient dans la formation suivante, :
| - Suède - Goal: Reguell, - Arrières : Lardsson, Schongerber, - Demis : Romidahl, Swerin, Ek, - Avants : Stockenbeg, Akerstadt, Juthage, Olsson, Moberg. | - Suisse - Goal: Worni, - Arrières : Osterwelder, Dubs, - Demis : Schaffner, Garzoni, Schwarz, - Avants : Legler, Bolliger, Bertschinger, Jendly, Klöti. |

Les buteurs sont : Ek (2), Akerstedt (2), Juthage (2), Moberg et Olsson pour la Suède ; Bertschinger (2), Klöti et Bolliger pour la Suisse.
On vit opérer pendant une heure deux équipes véritablement athlétiques et en parfaite condition physique, en particulier celle de Suède dont la taille moyenne des joueurs était de 1 mètre 88. Les joueurs suédois joignant à leur vitesse et à un souffle inépuisable une adresse de réception du ballon remarquable, partaient sans cesse à l'assaut des buts suisses que les 2 arrières et le goal défendaient avec bonheur, cependant que les attaquants suisses partaient à l'assaut des buts suédois à chaque occasion. On put assister à une démonstration du fameux « mur » suédois, combien peu spectaculaire mais efficace comme moyen de défense. Après une partie des plus âprement disputée, la Suède l'emportait par 11 buts à 4.
La seconde demi-finale, arbitrée par le Suisse M. Tanner, a eu lieu simultanément au Stade Jean-Bart (nom francisé du Stadion Kieselhumes) de Sarrebruck dans le protectorat français de Sarre. La composition des équipes était : 
| - Danemark - Goal : Hausen, - Arrières : Sander, Bresling, - Demis : W. Madeen, Christensen, Rasmussen, - Avants : Moller, Nielsen, SA Madsen, Duekjær, Jakobsen. | - France - Goal : Chatelot, - Arrières : Salomon, Merand, - Demis : Fleury, Etienne, Benoît, - Avants : Coillot, Cornelis, Wurtz, Quaglia, Roiteguy. |

L'équipe danoise s'annonçait redoutable et en effet, la France subit une cuisante défaite sur le score de 17 buts à 4, la défaite ayant surtout pour base la faiblesse française au shoot (4 buts pour 30 tirs).

### Match pour la3eplace
| Date               | Lieu                     | Équipe 1 | Score  | Équipe 2 |
| ------------------ | ------------------------ | -------- | ------ | -------- |
| 6 juin 1948, ..h.. | Stade Jean-Bouin, Paris, | France   | 4 – 21 | Suisse   |

Le match pour la troisième place mettait aux prises les équipes de la Suisse et de la France. Ce fut une déroute complète pour l'équipe de France qui encaissa 21 buts, n'en marquant que 4 sur 35 tirs. Bien qu'ayant affaire à une des meilleures équipes de la compétition, l'équipe de France joua battue dès le début de la partie, certains équipiers se traînant lamentablement sur le terrain, ne faisant aucun effort pour tenter de prendre le ballon qui leur était destiné.
La composition des équipes était : 
| - Suisse - Goal : Worni - Arrières : Dubs, Osterwalder - Demis : Garzoni, Schwarz, Bolliger - Avants : Bertschinger, Jendly, Legler, Klöti, Schaffner. | - France - Goal : Guilleux[réf. souhaitée] - Arrières : - Demis : Benoît, ... - Avants : Faucher, Cornelis, ... |

Les buteurs sont : Jendly et Bertschinger 6, Klöti 5 et Bolliger 4 pour la Suisse ; Benoit 2, Faucher et Corélis pour la France. La rencontre, disputée devant 4 000 spectateurs, était arbitrée par le Danois Axel Ahm.

### Finale
| Date               | Lieu                     | Équipe 1 | Score         | Équipe 2 |
| ------------------ | ------------------------ | -------- | ------------- | -------- |
| 6 juin 1948, 16h00 | Stade Jean-Bouin, Paris, | Suède    | 11 – 4 (7-2), | Danemark |

Le 6 juin 1948, le Stade Jean-Bouin à Paris fut le théâtre de l'épreuve finale de la Coupe du Monde entre les équipes nationales de la Suède et du Danemark. La Coupe fut gagnée de haute lutte par l'équipe de la Suède par le score de 11 buts à 4 (7 à 2 à la mi-temps). 
L'équipe de Suède, dans une condition physique remarquable, domina durant toute la partie. Outre le goal qui défendit ses buts avec brio, il faut mentionner les courses splendides des avants suédois, partant sans relâche à l'assaut des buts danois. La résistance danoise fut très remarquée, mais les sprints suédois rendaient vains toutes les tentatives danoises. Suivant la formule consacrée : la meilleure équipe a gagné.

## Classement final
| Rang                      | Équipe     | J | G | N | P | Bp | Bc |
| ------------------------- | ---------- | - | - | - | - | -- | -- |
| Médaille d'or, monde      | Suède      | 4 | 4 | 0 | 0 | 64 | 12 |
| Médaille d'argent, monde  | Danemark   | 3 | 2 | 0 | 1 | 36 | 20 |
| Médaille de bronze, monde | Suisse     | 3 | 2 | 0 | 1 | 37 | 22 |
| 4                         | France     | 4 | 2 | 0 | 2 | 30 | 46 |
| 5                         | Autriche   | 2 | 1 | 0 | 1 | 14 | 14 |
| 5                         | Pays-Bas   | 2 | 1 | 0 | 1 | 17 | 19 |
| 5                         | Portugal   | 1 | 0 | 0 | 1 | 3  | 6  |
| 5                         | Pologne    | 1 | 0 | 0 | 1 | 4  | 19 |
| 9                         | Hongrie    | 1 | 0 | 0 | 1 | 2  | 4  |
| 9                         | Belgique   | 1 | 0 | 0 | 1 | 4  | 12 |
| 9                         | Luxembourg | 1 | 0 | 0 | 1 | 5  | 16 |
| 9                         | Finlande   | 1 | 0 | 0 | 1 | 0  | 26 |

## Effectif des équipes sur le podium

### Champion du monde:Suède
L'effectif de la Suède était,
- Hans Regnell (IK Göta) 4 matchs/0 buts
- Sten Akerstedt (Redbergslids IK) 4/21
- Erik Ek (IFK Lindigö) 4/2
- Olle Ingemar Juthage (Redbergslids IK) 4/15
- Valter Larsson (Redbergslids IK) 4/2
- Ake Moberg (IFK Kristianstad) 4/7
- Lars-Erik Olsson (Redbergslids IK) 4/6
- Bertil Rönndahl (IFK Kristianstad) 4/2
- Sven-Olof Schönberger (Hellas Nacka) 4/2
- Ewerth Sjunnesson (IFK Kristianstad) 1/2
- Carl-Erik Stockenberg (IFK Kristianstad) 3/5
- Gösta Swerin (Redbergslids IK) 4/0

Entraîneur :
- Curt Wadmark

### Vice-champion du monde:Danemark
L'effectif du Danemark était :
- Helge Bresling
- Erik Christensen
- Werner Duekjær
- Holger Hanse
- Jørn Henriksen
- Bent Jakobsen
- Svend Aage Madsen
- Walther Madsen
- Leif Møller
- Mogens Nielsen
- Karl Rasmussen
- Egon Sander

Entraîneur :

### Troisième place:Suisse
L'effectif de la Suisse était,
- Hansjakob Bertschinger (Pfadi Winterthur)
- Ulrich Bolliger (?)
- Ernst Dubs (Grasshoppers Zurich)
- Gino Garzoni (Grasshoppers)
- Marcel Jendly (TV Länggasse Berne)
- Eduard Klöti (TV Kaufleute Zürich)
- Paul Legler (BTV Aarau)
- Hans Osterwalder (BTV Aarau)
- Rolf Schaffner (?)
- Otto Schwarz (Grasshoppers)
- Emil Worni (Grasshoppers)

Entraîneur :
- Max Bettina